# Nadine Guilhou
Nadine Guilhou, née le 2 décembre 1951, à Olmet-et-Villecun, morte accidentellement  le 17 avril 2022 à Lodève, est ingénieur d’études à l'Institut d'égyptologie François-Daumas, université Paul-Valéry-Montpellier.
Elle participe régulièrement à des missions de fouilles en Égypte et anime l'Association de l'Égypte ancienne,.

## Publications
- La Vieillesse des dieux, Institut d'égyptologie François-Daumas, 1989,  (EAN 9782905397409)[3].
- Les deux morts d'Osiris, Égypte Afrique & Orient 10, 1998
- Dictionnaire des hiéroglyphes, avec Yvonne Bonnamy et Ashraf Alexandre Sadek. Actes Sud, 2019  (ISBN 9782330125189)[4]
- La mythologie égyptienne, avec Janice Peyré, Marabout, 2020,  (EAN 9782501150415)